# Марсіанське товариство
Марсіанське товариство або ж Товариство Марса (англ. The Mars Society) є некомерційною організацією, яка виступає за дослідження та колонізацію Марса людьми. Воно був заснований Робертом Зубріним у 1998 році, і його принципи базуються на філософії програми місій Mars Direct, що була запропонована Зубрінаим, яка спрямована на те, щоб зробити місію людини на Марс якомога легшою та здійсненною. Марсіанське товариство прагне зацікавити цією програмою шляхом залучення підтримки з боку громадськості та шляхом лобіювання. Багато членів Mars Society та колишніх членів є впливовими у ширшій спільноті космічних польотів, наприклад Базз Олдрін та Ілон Маск.
З моменту свого заснування Товариство Mars активно проводить публічні заходи і дослідницьку діяльність.

## Структура організації
Марсіанськи товариство є неприбутковою організацією типу 501(c)(3), що фондується пожертвами та спирається на волонтерську діяльність. Членом товариства можна стати за невеликий членський внесок:xvi. Метою товариства є залучення громадської підтримки для місій людей на Марс,  лобіювання такої підтримки урядом та національними космічними агенціями, і дослідження ефектів на майбутні марсіанські екіпажі через симуляції в аналогічних до Марса середовищах

## Сучасні проекти
Головним проектом Mars Society є програма Mars Analog Research Station. Програма спрямована на подальше розуміння технічного та людського факторів марсіанських місій за допомогою двох людських поселень, що аналогічні до гіпотетичних марсіанських: арктичної дослідницької станції Flashline Mars (FMARS) і дослідницької станції Mars Desert Research Station (MDRS). FMARS розташований на острові Девон у Канаді та поблизу ударного кратера Гоутон:98,  над 75-ю паралеллю Північної півкулі, цей острів є незаселеним і безплідним. MDRS знаходиться поблизу Хенксвілла, штат Юта, де середовище проживання ізольовано від цивілізації. Розташування обох станцій вибрано через схожість ландшафту з Марсом:4.  Оскільки ці станції призначені для досліджень, як FMARS, так і MDRS закриті для публічних відвідувань. На цих станціях працюють волонтери зі ступенем у галузі планетознавства, геології та інженерії.